# Beinhaus (Châteaulin)

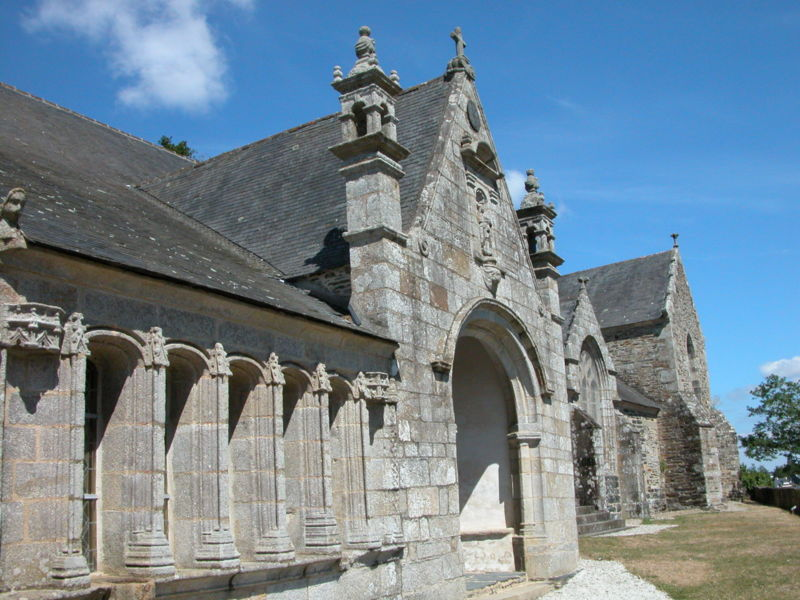
Beinhaus in Châteaulin (links neben dem Eingang zur Kapelle)

Das Beinhaus in Châteaulin, einer französischen Gemeinde im Département Finistère in der Region Bretagne, wurde 1575 an die Kapelle Notre-Dame  aus dem 13. Jahrhundert angebaut. Im Jahr 1914 wurde das Beinhaus im Stil der Renaissance als Teil der Kapelle Notre-Dame als Monument historique in die Liste der Baudenkmäler in Frankreich aufgenommen.
Das Gebäude aus heimischem Granit besitzt ein Rundbogenportal und fünf gekuppelte Fenster. Das Dach ist mit Schiefer gedeckt.